# Sybra canoides
Sybra canoides är en skalbaggsart som beskrevs av Stefan von Breuning 1980. Sybra canoides ingår i släktet Sybra och familjen långhorningar.
Artens utbredningsområde är Filippinerna. Inga underarter finns listade i Catalogue of Life.